# Роженно
Роженно (пол. Rożenno) — село в Польщі, у гміні Бжезіни Каліського повіту Великопольського воєводства.
Населення — 173 особи (2011).
У 1975-1998 роках село належало до Каліського воєводства.

## Демографія
Демографічна структура станом на 31 березня 2011 року:
|          | Загалом | Допрацездатний вік | Працездатний вік | Постпрацездатний вік |
| -------- | ------- | ------------------ | ---------------- | -------------------- |
| Чоловіки | 88      | 21                 | 58               | 9                    |
| Жінки    | 85      | 23                 | 38               | 24                   |
| Разом    | 173     | 44                 | 96               | 33                   |